# Иоанна – женщина на папском престоле (роман)
Иоанна — женщина на папском престоле (Папесса Иоанна) — мировой бестселлер, роман американской писательницы Донны Вулфолк Кросс о легендарной личности, женщине, которая якобы занимала папский престол. По роману был снят одноимённый фильм, выпущенный в 2009 году.

## Сюжет
С детства Иоанна растёт умным, любознательным и находчивым ребёнком. Она на лету схватывает чтение, правописание, иностранные языки. В плане своей тяги к знаниям она может дать фору любому мальчику, но скоро она узнаёт, что эти черты мало полезны для молодой девушки девятого века. Несмотря на это, её отец неохотно позволяет приглашённому религиозному учёному обучать Иоанну со своим братом. Перед уходом учитель даёт обещание Иоанне, что он найдёт для неё способ продолжить обучение. Когда этот день наступает, то её родители убеждают посланника в том, что ему нужен Иоанн, брат Иоанны. Предательство матери и отцово избиение заставляют Иоанну убежать. Воссоединившись с Иоанном, они отправляются в Дорестад, где епископ разрешает Иоанне учиться в школе. Ни её учитель, ни ученики не одобряют это отклонение от традиции. Она терпит издевательства и жестокость, но находит утешение у Герольда, солдата, который приветствует её в своей семье и дома.
Когда норманны нападают на город, разграбляют его и истребляют жителей, Иоанна остаётся в живых. Она находит тело своего брата и принимает его личность. Окончив образование, Иоанна под видом мужчины отправляется в Ватикан, где становится личным врачом и советником действующего папы римского Сергия. С помощью своего упорства и доброты Иоанне удаётся добиться расположения папы. Сергий начинает готовить Иоанну к тому, что она сама однажды займёт папский престол.